# QorIQ
QorIQ heißt eine Reihe von Mikrocontrollern mit PowerPC-Architektur von Freescale Semiconductor. Sie besteht aus den 5 Produktfamilien P1-P5, welche alle auf dem e500-Prozessorkern, bzw. dessen Nachfolgern aufbauen. Sie finden in eingebetteten Systemen, vor allem als Netzwerkgeräte (Router, Switch) Verwendung.

## Technik
QorIQ-Controller haben pro Kern 32/32 kB Daten/Instruktionen L1-Cache.

## P-Serie

### P1
Die P1-Serie ist mit Gigabit-Ethernet-Controllern, zwei USB-2.0-Controllern, einem 32-bit DDR2- und DDR3-Speicher-Controller mit ECC-Unterstützung, zwei Vierfach-Speicherdirektzugriff (DMA)-Controllern, und SerDes, welches als PCI Express oder SGMII Hochgeschwindigkeitsschnittstelle konfiguriert werden kann, ausgestattet. Der Chip sitz einem 689-stiftigen Gehäuse, welches pinkompatibel mit der P2-Serie ist.
- P1011 – ein 800 MHz e500 Kern, 256 kB L2 Cache, vier SerDes lanes, drei Gigabit-Ethernet-Controller
- P1020 – zwei 800 MHz e500 Kerne, 256 kB gemeinsamer L2-Cache, vier SerDes-lanes, drei Gigabit-Ethernet-Controller
- P1 Datenblatt von Freescale (PDF; 267 kB)

### P2
Die P2-Modelle haben standardmäßig 512 kB L2-Cache, eine Kryptographie-Engine, drei Gigabit-Ethernet-Controller, einen USB-2.0-Controller, einem 64-bit DDR2 und DDR3-Speicher-Controller mit ECC-Unterstützung, zwei Vierfach-Speicherdirektzugriff(DMA)-Controllern, und SerDes, welches als drei PCI Express, zwei SGMII oder zwei RapidIO Hochgeschwindigkeitsschnittstellen konfiguriert werden kann. Die Chips haben das gleiche Gehäuse wie die P1-Serie.
- P2010 – ein 1,2 GHz Kern
- P2020 – zwei 1,2 GHz Kerne
- P2010/20 Datenblatt (PDF; 196 kB)
- P2040
- P2041
- P2040/41 Datenblatt (PDF; 709 kB)

### P3
Die P3-Serie besitzt L3 Cache, DUART, GPIO und USB 2.0, Kryptographie-Module, und eine SerDes-Verbindung mit 18 Lanes, die als Gigabit-Ethernet, 10-Gigabit-Ethernet, RapidIO oder PCI Express konfiguriert werden kann.
Die Serien P3-5 teilen sich das gleiche Gehäuse.
- P3041 – vier 1,5 GHz Kerne, 128 kB L2-Cache pro Kern, einen 1,3 GHz 64-bit DDR3 Controller. In 45 nm Strukturbreite hergestellt, 12 W Stromverbrauch.

### P4
Die P4-Serie ist bis auf die höhere Leistung identisch mit der P3-Serie.
- P4080 – acht e500mc Kerne mit je 128 kB L2-Cache und zwei 1 MB L3-Caches für jeden der beiden 64-bit DDR2/DDR3-Speichercontroller. Der Controller verbraucht weniger als 30 W[3]
- P4 Series P4080 Datenblatt (PDF; 212 kB)

### P5
Die P5-Serie verwendet 64-bit e5500 Kerne mit bis zu 2,5 GHz, ansonsten ist sie jedoch zu P3 und P4 rückwärtskompatibel.
- P5010 – ein e5500 2,0 GHz Kern, ein 1 MB L3 Cache, ein DDR3 Controller, im 45 nm-Produktionsprozess hergestellt, 30 W Stromverbrauch.
- P5020 – zwei e5500 2,0 GHz Kerne, zwei 1 MB L3 Caches, zwei DDR3 Controller, im 45 nm-Produktionsprozess hergestellt, 30 W Stromverbrauch.
- P5021 – zwei e5500 2,4 GHz Kerne, 1,6 GHz DDR3/3L, 10×Gigabit-Ethernet, 2×10-Gigabit-Ethernet.
- P5040 – vier e5500 2,4 GHz Kerne, 1,6 GHz DDR3/3L, 10×Gigabit-Ethernet, 2×10-Gigabit-Ethernet.
- P5021 und P5040 Datenblatt (PDF; 357 kB)

## AMP-Serie
Die AMP-Mikrocontroller basieren alle auf dem 64-bit e6500 Kern mit AltiVec-Unterstützung. Die Taktfrequenz reicht bis zu 2,5 GHz, die Chips werden im 28 nm-Produktionsprozess hergestellt.

### T2
- T2080 – vier Kerne e6500, acht Threads, 16 SerDes
- T2081 – vier Kerne e6500, acht Threads, 8 SerDes, kleinere Bauform des T2080, Pin-kompatibel zum T1042

### T4
- T4240 – zwölf e6500 dual-threaded Kerne, drei Speichercontroller[5]
- T4160 – acht Kerne, zwei Speichercontroller
- T4080 – vier Kerne, zwei Speichercontroller
- T4240, T4160 und T4080 Datenblatt